# 周深9.29Hz世界巡迴演唱會
周深9.29Hz世界巡迴演唱會是中國大陸男歌手周深的第三次個人巡迴演唱會，也是周深首次舉行世界巡迴演唱會，至今已在上海、深圳、貴陽、杭州、北京等國內城市舉行演出，海外場次則包括了位於亞洲、北美洲、大洋洲的多個城市。演唱會由周深工作室出品、北京時代立方文化傳播有限公司主辦，也是周深與前經紀公司夢響強音約滿不續約後首次舉行大型巡迴演唱會，此次巡演也是周深首度到西方國家開唱。
演唱會主題「9.29Hz」的數字取自周深的生日（9月29日），其本身則屬於人類不能聽見的次聲波頻率，象徵周深在演唱會中將通過音樂尋找能夠同頻共振的知音。另外，周深也配合演唱會的進行發佈第二張個人專輯《反深代詞》中的歌曲，並在演唱會的各個場次中進行新歌首唱。

## 製作

### 曲目
演唱會中選取了大魚、小美满、光亮等多首周深的經典歌曲。另外，演唱會與周深第二張個人專輯《反深代詞》的歌曲同步進行，在上海、杭州等場次均加入了專輯新歌的首演舞台。除此之外，演唱會中也會演唱具舉辦城市當地特色或與節慶相關的驚喜曲目，包括在北京演唱2008年北京奧運會的歌曲北京歡迎你、在國慶前後舉行的重慶場則演唱了燈火裡的中國和當地民歌太陽出来喜洋洋 、蘇州場演唱蘇州評彈歌曲聲聲慢等。

### 舞美及音響
美術設計由必應創造負責，並以「生命之樹」為主題，包括了古風、賽博朋克等不同時空的設計。在北京及多個後續的場次，場館上方以威亞懸吊一條長達二十米的大魚裝飾，並會在演唱大魚時繞場飛行。另外，演唱會也加入了無人機表演元素，用超過1000架無人機的編隊在場館上空組成文字和圖畫等樣式，更在無人機上搭載冷煙火作表演。
演唱會由曾擔任2008年北京奧運會開幕式音響工程師的金少剛擔任音響總監，並使用了德國D&B公司的音響系統，其中包括超過160個音箱及多組延遲揚聲器。

## 場次
2024年5月18日，2024周深9.29Hz巡迴演唱會在上海梅賽德斯-奔馳文化中心揭開序幕。2024年12月，巡演正式宣佈升級為世界巡迴演唱會，並官宣多個海外場次。
| 場次 | 日期           | 國家或地區 | 城市                 | 場館                             | 參考來源             |
| ---- | -------------- | ---------- | -------------------- | -------------------------------- | -------------------- |
| 1    | 2024年5月18日  | 中国大陆   | 上海                 | 梅賽德斯-奔馳文化中心            | [ 1 ]                |
| 2    | 2024年5月19日  | 中国大陆   | 上海                 | 梅賽德斯-奔馳文化中心            | [ 1 ]                |
| 3    | 2024年6月1日   | 中国大陆   | 深圳                 | 深圳世界大學運動會體育中心體育場 | [ 11 ]               |
| 4    | 2024年6月15日  | 中国大陆   | 成都                 | 東安湖體育公園主體育場           | [ 7 ]                |
| 5    | 2024年7月13日  | 中国大陆   | 貴陽                 | 貴陽奧林匹克體育中心體育場       | [ 13 ] [ 14 ]        |
| 6    | 2024年7月27日  | 中国大陆   | 武漢                 | 武漢體育中心主體育場             | [ 15 ]               |
| 7    | 2024年8月10日  | 中国大陆   | 南京                 | 南京奧林匹克體育中心體育場       | [ 16 ]               |
| 8    | 2024年8月11日  | 中国大陆   | 南京                 | 南京奧林匹克體育中心體育場       | [ 16 ]               |
| 9    | 2024年8月23日  | 中国大陆   | 杭州                 | 杭州奧體匹克體育中心體育場       | [ 17 ]               |
| 10   | 2024年8月24日  | 中国大陆   | 杭州                 | 杭州奧體匹克體育中心體育場       | [ 17 ]               |
| 11   | 2024年9月7日   | 中国大陆   | 瀋陽                 | 瀋陽奧林匹克體育中心五里河體育場 | [ 18 ]               |
| 12   | 2024年9月21日  | 中国大陆   | 北京                 | 國家體育場（鳥巢）               | [ 4 ]                |
| 13   | 2024年9月22日  | 中国大陆   | 北京                 | 國家體育場（鳥巢）               | [ 4 ]                |
| 14   | 2024年10月6日  | 中国大陆   | 重慶                 | 重慶市奧林匹克體育中心體育場     | [ 5 ]                |
| 15   | 2024年10月7日  | 中国大陆   | 重慶                 | 重慶市奧林匹克體育中心體育場     | [ 5 ]                |
| 16   | 2024年11月9日  | 中国大陆   | 蘇州                 | 蘇州市體育中心體育場             | [ 6 ]                |
| 17   | 2024年11月10日 | 中国大陆   | 蘇州                 | 蘇州市體育中心體育場             | [ 6 ]                |
| 18   | 2024年11月23日 | 中国大陆   | 南昌                 | 南昌國際體育中心體育場           | [ 8 ]                |
| 19   | 2024年12月6日  | 中国大陆   | 南寧                 | 廣西體育中心主體育場             | [ 19 ]               |
| 20   | 2024年12月7日  | 中国大陆   | 南寧                 | 廣西體育中心主體育場             | [ 19 ]               |
| 21   | 2025年2月28日  | 美国       | 拉斯維加斯           | 美高梅公園酒店杜比現場表演劇場   | [ 20 ] [ 21 ] [ 22 ] |
| 22   | 2025年3月1日   | 美国       | 拉斯維加斯           | 美高梅公園酒店杜比現場表演劇場   | [ 20 ] [ 21 ] [ 22 ] |
| 23   | 2025年3月5日   | 美国       | 西雅圖               | 風之天使競技場                   | [ 23 ] [ 22 ]        |
| 24   | 2025年3月9日   | 美国       | 紐約                 | 巴克萊中心                       | [ 22 ]               |
| 25   | 2025年3月14日  | 加拿大     | 多倫多               | 可口可樂體育館                   | [ 21 ]               |
| 26   | 2025年3月15日  | 加拿大     | 多倫多               | 可口可樂體育館                   | [ 21 ]               |
| 27   | 2025年3月29日  |            | 墨爾本               | 羅德·拉沃競技場                  | [ 24 ]               |
| 28   | 2025年4月6日   | 悉尼       | 悉尼國際會議中心劇院 |                                  | [ 24 ]               |
| 29   | 2025年4月12日  | 马来西亚   | 吉隆坡               | 亞通體育館                       | [ 25 ]               |
| 30   | 2025年4月13日  | 马来西亚   | 吉隆坡               | 亞通體育館                       | [ 25 ]               |

## 獎項
2024年9月25日，「2024周深9.29Hz巡迴演唱會」獲得2024微博音樂盛典「年度推薦演唱會」榮譽。

## 軼事
因周深到達倫敦進行演唱會彩排期間出現喉嚨不適症狀，原定於2025年2月14日舉行的倫敦站在開場前約四小時宣佈取消。周深在演唱會原定開始時間親自到場向觀眾致歉，並退還費用，以及補償交通及機票費用。